# Latonia gigantea
Latonia gigantea (лат.) — вид вымерших бесхвостых земноводных из рода Latonia семейства круглоязычных. Длина тела до 30 см от кончика носа до отверстия клоаки. Ископаемое остатки известны из слоев от позднего олигоцена до среднего плиоцена (20,44—3,6 млн лет назад). Они найдены в Европе (Сербия, Германия, Греция, Румыния, Венгрия и Австрия).